# John Newman
John William Peter Newman (nascut el 16 de juny de 1990) és un cantant, compositor, músic i productor discogràfic anglès. És més conegut per la cançó "Love Me Again", que va assolir el número u a la llista de singles del Regne Unit el juliol de 2013 i va aparèixer a FIFA 14, així com per escriure i cantar conjuntament els senzills de 2012 de Rudimental "Feel the Love". i "Not Giving In", que va assolir el número u i el número 14 de la llista, respectivament. El 2014, va aparèixer al senzill de Calvin Harris "Blame", que també va encapçalar les llistes del Regne Unit.

## Primers anys de vida i carrera
John William Peter Newman va néixer el 16 de juny de 1990 a Settle, a Yorkshire Dales, i va assistir al Settle College. Quan Newman tenia sis anys, el seu pare va deixar la família, deixant la seva mare Jackie, el seu germà gran James i ell amb una lliura al dia. En la seva joventut, Newman va ser influenciat per Motown i Stax que va sentir a través de la seva mare. També va ser influenciat pel so soul del nord, que també va influir en el seu estil de ball. Molts de més de 30 anys de Settle marxaven un cap de setmana per anar a les nits del soul del nord per tot Yorkshire. Va començar a tocar la guitarra i a escriure les seves pròpies cançons als 14 anys i aviat va aprendre a gravar i produir ell mateix, fins i tot fent les seves pròpies cançons de casa i fent DJ.
Als setze anys, Newman es va traslladar a Leeds i va ser aquí on va desenvolupar la seva veu i so. Va ser mentre estava a Leeds que dos dels seus millors amics (tots dos implicats en el descens professional amb bicicleta de muntanya) van morir en un accident de cotxe. Newman va dir: "En aquell primer any de mudar-me a Leeds, en lloc d'estar assegut amb llibres per tot el taulell de la biblioteca i estudiar música, en realitat ho vaig estudiar d'una manera totalment diferent... a causa del que estava passant, i em destrossaven cada nit i gaudia de la vida d'estudiant, però després em vaig asseure amb una guitarra i vaig plorar tota la nit escrivint música". Va ser a Leeds que també va trobar altres persones que apreciaven la música de Motown i Stax i una època en què Newman va dir que "em va madurar tant d'una manera musical, estava escrivint música pop i ara sento que estic escrivint música que jo estimar i realment pot vincular-se".
Als vint anys, Newman es va traslladar a Londres, va formar una banda, va tocar en directe i va signar amb Island Records. Mentre treballava al bar The Silver Bullet, es va fer amistat amb Piers Agget, un quart de Rudimental.

## Vida personal
Newman ha estat diagnosticat dues vegades amb tumors cerebrals, sotmès a cirurgia el 2012 i de nou el 2016. Es va casar amb la seva xicota danesa, Nana-Maria, el 18 d'agost de 2018 a Londres.
El seu germà gran James Newman és cantant i compositor i va guanyar el premi Brit al single britànic de l'any durant els Brit Awards 2014 per coescriure l'èxit de Rudimental " Waiting All Night ". James havia de representar el Regne Unit al Festival de la Cançó d'Eurovisió 2020 amb la cançó " My Last Breath ", abans de la seva cancel·lació a causa de la pandèmia de la COVID-19. James va tornar per representar el Regne Unit al Festival de la Cançó d'Eurovisió 2021 amb la cançó "Embers ".
El juliol de 2019, mentre era entrevistat per la BBC sobre la seva propera gira, Newman va parlar de les seves lluites personals amb la salut mental. Va continuar explicant que es va trobar comparant-se amb altres músics del seu voltant que havien tingut més èxit tant musicalment com econòmicament. Per evitar que tornés a experimentar les mateixes lluites, es van triar llocs molt més petits per a la seva gira del 2019 i havia de viatjar entre llocs en una furgoneta amb la seva banda.

## Premis i nominacions
| Curs | Organització                             | Premi                                      | Treballar                                       | Resultat   |
| ---- | ---------------------------------------- | ------------------------------------------ | ----------------------------------------------- | ---------- |
| 2012 | Premi de música Popjustice de 20 £       | Millor single pop britànic                 | " Feel the Love " (ft. Rudimental)              | Nominat    |
| 2013 | Premis BRIT                              | Millor single britànic                     | " Feel the Love " (ft. Rudimental)              | Nominat    |
| 2013 | Premis 40 Principals                     | Millor Nou Acte Internacional              | —                                               | Nominat    |
| 2013 | Premis 40 Principals                     | Millor vídeo internacional                 | "Torna'm a estimar"                             | Va guanyar |
| 2013 | Premis de vídeos musicals del Regne Unit | Millor vídeo de dansa - Regne Unit         | " Not Giving In " (ft. Alex Clare i Rudimental) | Va guanyar |
| 2014 | Premis MTV Europe Music                  | Millor Acte d'Empenta                      | —                                               | Nominat    |
| 2014 | Premis BRIT                              | Artista solista masculí britànic           | —                                               | Nominat    |
| 2014 | Premis BRIT                              | Solter britànic                            | "Torna'm a estimar"                             | Nominat    |
| 2014 | Premis BRIT                              | Vídeo britànic                             | "Torna'm a estimar"                             | Nominat    |
| 2014 | Premis Ivor Novello                      | Millor cançó musical i lírica              | "Torna'm a estimar"                             | Nominat    |
| 2015 | Premis BMI de Londres                    | Cançó premiada                             | "Torna'm a estimar"                             | Va guanyar |
| 2015 | Premis BMI de Londres                    | Cançó premiada                             | " Blame " (amb Calvin Harris)                   | Va guanyar |
| 2015 | Premis iHeartRadio Music Awards          | Cançó de ball de l'any                     | " Blame " (amb Calvin Harris)                   | Nominat    |
| 2015 | Premis Europeus Border Breakers          | Premi European Border Breakers: Regne Unit | Homenatge                                       | Va guanyar |
| 2016 | Premis BMI Pop                           | Cançó premiada                             | " Blame " (amb Calvin Harris)                   | Va guanyar |